# Целак Михайло Михайлович
Михайло Михайлович Целак (нар. 1922 — пом. 1945) — радянський військовик часів Другої світової війни, командир взводу роти автоматників 25-ї гвардійської механізованої бригади 7-го гвардійського механізованого корпусу, гвардії лейтенант. Герой Радянського Союзу (1943).

## Життєпис
Народився 5 квітня 1922 року в місті Києві в родині робітника. Українець. Здобув середню освіту.
До лав РСЧА призваний Балашовським РВК Саратовської області 28 березня 1942 року. Закінчив прискорений курс військового училища. Учасник німецько-радянської війни з 5 серпня 1942 року. Воював на Центральному, Південно-Західному, Воронезькому і 1-у Українському фронтах.
Особливо командир 1-го взводу 3-ї стрілецької роти 1-го мотострілецького батальйону 25-ї гвардійської механізованої бригади молодший лейтенант М. М. Целак відзначився під час битви за Дніпро. 28 вересня 1943 року очолив групу добровольців у кількості 20 чоловік, яка на саморобному плоті здійснила спробу форсувати річку Дніпро. На середині річки плот був зруйнований вибухом ворожого снаряду. Молодший лейтенант М. М. Целак з бійцями, що залишилися живими, уплав дістався правого берега і несподівано для ворога вступив з ним у рукопашний бій, внаслідок чого знищив 6 кулеметних і 4 мінометних точки й до 150 солдатів і офіцерів супротивника. Виконавши бойове завдання, забезпечив вдалу переправу решти підрозділів батальйону.
19 березня 1945 року помер від ран у ХППГ № 2178. Похований за 750 метрів південно-східніше станції Рейгерсфельд (Верхня Сілезія).

## Нагороди
Указом Президії Верховної Ради СРСР від 17 жовтня 1943 року «за успішне форсування річки Дніпро північніше Києва, міцне закріплення плацдармі на західному березі річки Дніпро та виявлені при цьому відвагу і героїзм», гвардії молодшому лейтенантові Целаку Михайлу Михайловичу присвоєне звання Героя Радянського Союзу з врученням ордена Леніна і медалі «Золота Зірка» (№ 1234).